# Frenchtown (Montana)
Frenchtown és una concentració de població designada pel cens dels Estats Units a l'estat de Montana. Segons el cens del 2000 tenia 883 habitants.

## Demografia
Segons el cens del 2000, Frenchtown tenia 883 habitants, 291 habitatges, i 235 famílies. La densitat de població era de 104,9 habitants per km².
Dels 291 habitatges en un 47,4% hi vivien nens de menys de 18 anys, en un 67% hi vivien parelles casades, en un 7,9% dones solteres, i en un 19,2% no eren unitats familiars. En el 12,7% dels habitatges hi vivien persones soles el 4,1% de les quals corresponia a persones de 65 anys o més que vivien soles. El nombre mitjà de persones vivint en cada habitatge era de 3,03 i el nombre mitjà de persones que vivien en cada família era de 3,32.
Per edats la població es repartia de la següent manera: un 34,3% tenia menys de 18 anys, un 6,5% entre 18 i 24, un 31,3% entre 25 i 44, un 22,7% de 45 a 60 i un 5,3% 65 anys o més.
L'edat mediana era de 34 anys. Per cada 100 dones de 18 o més anys hi havia 101,4 homes.
La renda mediana per habitatge era de 46.094 $ i la renda mediana per família de 45.938 $. Els homes tenien una renda mediana de 36.118 $ mentre que les dones 23.750 $. La renda per capita de la població era de 21.225 $. Cap de les famílies estaven per davall del llindar de pobresa.

## Poblacions més properes
El següent diagrama mostra les poblacions més properes.